# Te Deum (Bruckner)

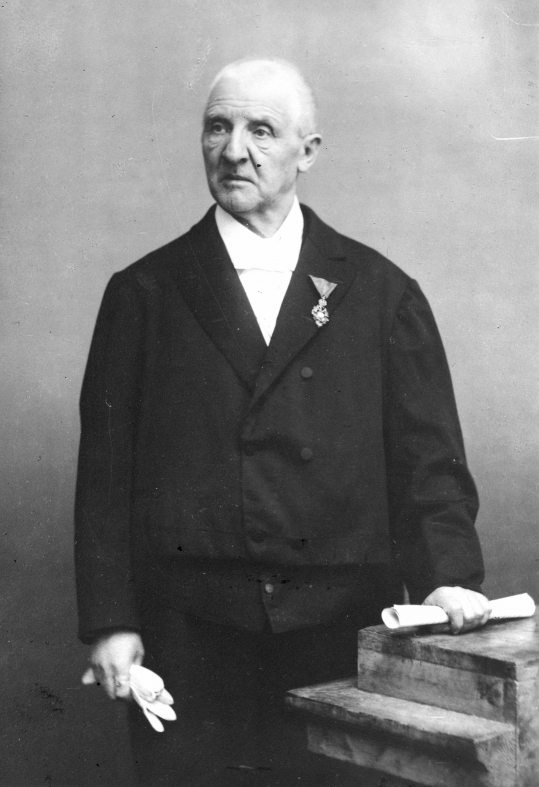
Anton Bruckner con la Orden de Francisco José.

El Te Deum en Do mayor, WAB 45 es un obra vocal para coro y solistas SATB, gran orquesta y órgano ad libitum para un himno Te Deum compuesto por Anton Bruckner.

## Historia
Bruckner comenzó a trabajar en su Te Deum del 3 al 17 de mayo de 1881, cuando estaba finalizando su Sinfonía n.º 6.  Después de terminar su siguiente Sinfonía n.º 7, Bruckner reanudó el trabajo de su Te Deum el 28 de septiembre de 1883. La partitura vocal y orquestal se completó el 7 de marzo de 1884. La parte ad lib. del órgano se añadió en una partitura separada el 16 de marzo de 1884. El compositor dedicó la pieza A.M.D.G. 'en agradecimiento por haberme sacado a salvo de tanta angustia en Viena'.
El Te Deum se estrenó en el Kleiner Musikvereinssaal de Viena el 2 de mayo de 1885, con los solistas Frau Ulrich-Linde, Emilie Zips, Richard Exleben y Heinrich Gassner, con el coro del Wiener Akademischer Richard Wagner Verein, y con Robert Erben y Joseph Schalk, sustituyendo a la orquesta por dos pianos. Hans Richter dirigió la primera actuación con orquesta completa el 10 de enero de 1886 en el Großer Musikvereinssaal de Viena.
A partir de entonces, hubo casi treinta actuaciones más durante la vida de Bruckner. La última actuación, a la que asistió Bruckner, fue dirigida por Richard von Perger por sugerencia de Johannes Brahms. En su copia de la partitura, Gustav Mahler tachó 'für Chor, Soli und Orchestre, Orgel ad libitum' (para coro, solistas y orquesta, órgano ad libitum) y escribió 'für Engelzungen, Gottsucher, gequälte Herzen und im Feuer gereinigte Seelen!' (¡por las lenguas de los ángeles, los corazones castigados y bendecidos por el cielo y las almas purificadas en el fuego!). El propio compositor llamó a la obra 'el orgullo de su vida'.
La primera actuación en los Estados Unidos tuvo lugar en el Cincinnati May Festival el 26 de mayo de 1892. Theodore Thomas dirigió la Orquesta Sinfónica de Chicago, el Coro del Festival de Mayo de Cincinnati y los solistas Corinne Moore-Lawson, Marie Ritter-Goetze, Edward Lloyd y George Ellsworth Holmes.
La versión preliminar de 1881 y el primer boceto de 1883 se almacenan en el archivo de la Abadía de Kremsmünster. La partitura vocal y orquestal, y la partitura de órgano ad lib de 1884 están almacenadas en el archivo de la Österreichische Nationalbibliothek.

## Versiones y ediciones
- Versión preliminar de 1881 (Ed. Franz Scheder)

La versión preliminar de 1881, cuyo manuscrito está almacenado en el archivo de la Abadía de Kremsmünster, incluye las partituras vocales y alguna orquestación básica. Es más corta que la versión final (357 compases contra 513 compases). En particular, la Aeterna fac es diferente y mucho más corta, y la fuga final aún no está compuesta.]]
- Versión final de 1884: Rättig, Viena (1885), Nowak (1962)

El Te Deum fue publicado por primera vez en 1885 por Theodore Rättig, que pagó a Bruckner 50 florines, 'el único dinero que ganó como compositor en toda su vida'. Otra diferencia importante con las otras primeras publicaciones de Bruckner es que existen pocas diferencias entre este y el manuscrito original. 'La diferencia más importante es la ausencia de los acordes del trombón y la tuba contrabajo en los compases 275 y 283 de la sección Salvum fac. En el compás 26 el segundo clarinete tiene una nota diferente, y en la primera edición los clarinetes están en Si bemol en lugar de en La como en el manuscrito original', sin recomposición de los hermanos Schalk.

## Composición
La obra se concibió para coro y solistas SATB, orquesta (2 flautas, 2 oboes, 2 clarinetes en La, 2 fagotes, 4 trompas en Fa, 3 trompetas en Fa, trombones alto, tenor y bajo, tuba contrabajo, timbales en Do y Sol y cuerdas) y órgano ad libitum.
La configuración en 'forma de arco' está dividida en cinco secciones:
1. 'Te Deum laudamus' - Allegro, Feierlich, mit Kraft, Do mayor
2. "Te ergo quaesumus" – Moderato, Fa menor
3. "Aeterna fac" – Allegro, Feierlich, mit Kraft, Re menor
4. "Salvum fac populum tuum" – Moderato, Fa menor
5. "In Te, Domine speravi" – Mäßig bewegt, Do mayor

Duración total: alrededor de 24 minutos.
La primera sección se abre en Do mayor resplandeciente por el coro al unísono, impulsado por un poderoso punto de pedal de quinta abierta por el órgano y un motivo de quintas abiertas en las cuerdas. A partir de entonces, los solistas y el coro entran mientras la música se mueve a través de procesos y modulaciones claramente brucknerianas. 
La segunda sección en Fa menor ('Te ergo quaesumus') es de naturaleza serena e implorante, con un expresivo solo de tenor que canta un motivo utilizado también en la cuarta sección y un solo de violín. 
La tercera sección ('Aeterna fac'), en la clave favorita de Bruckner en Re menor, es casi apocalíptica en su furia. Impulsado por un dispositivo rítmico, se basa en todos los recursos del coro y la orquesta antes de llegar a una cadencia abrupta sin resolver. 
La cuarta sección ('Salvum fac populum tuum'), que comienza como una repetición de la segunda sección, esta vez con voces femeninas acompañando al tenor, que evoluciona, tras un solo de bajo y un punto de pedal a cargo del coro en 'et rege eos, et extólle illos usque in aeternum ', a la subsección 'Per singulos dies', que recuerda el fervor y la energía de la apertura. 
La sección final en Do mayor, que comienza con el cuarteto solo, culmina con una fuga alegre, seguida de un coral apasionado sobre las palabras 'non confundar in aeternum', que es el mismo que el tema principal del Adagio de la Sinfonía n.° 7. La  figura de la cuerda inicial regresa, ya que el conjunto completo lleva la obra a una poderosa conclusión.

## Observaciones
En la década de 1890, Bruckner era consciente de que podría no llegar a vivir para terminar su Sinfonía n.° 9, y algunos comentaristas han sugerido que el Te Deum podría usarse como final. Sin embargo, el compositor Robert Simpson creía que ni 'incluso con el mal estado de salud físico y mental de sus últimos meses de su vida, el compositor habría considerado el uso del Te Deum en Do mayor como final de una sinfonía en Re menor'. Sería más que una solución improvisada , y el vínculo con el Te Deum era simplemente una cuestión de autocita más que cualquier otra cosa.